# Схорлдам
Схорлдам (нід. Schoorldam) — селище в нідерландській провінції Північна Голландія. Територія селища розділене між  муніципалітетами Берген та Схаген.
Його площа становить 0,68 км², а населення станом на 2021 рік складало 200 осіб.
Перша згадка про населений пункт датується 1569 роком.